# Цзунъян
Цзунъя́н (кит. упр. 枞阳, пиньинь Zōngyáng) — уезд городского округа Тунлин провинции Аньхой (КНР).

## История
В эпоху империи Хань на этих землях был создан уезд Цзунъян (枞阳县), в 164 году до н. э. переименованный в уезд Шусянь (舒县). В эпоху Южных и Северных династий уезд Шусянь был вновь переименован в Цзунъян, а после объединения страны в империю Суй он в 598 году получил название Тунъань (同安县). В эпоху империи Тан после подавления мятежа Ань Лушаня по всей стране иероглиф «Ань», которым писалась фамилия мятежника, был убран из названий, и в 757 году уезд Тунъань был переименован в Тунчэн (桐城县).
В феврале 1949 года из уезда Тунчэн был выделен уезд Тунлу (桐庐县).
После образования КНР в 1949 году был создан Специальный район Аньцин (安庆专区), и уезд вошёл в его состав. В 1951 году уезд Тунлу был переименован в Худун (湖东县). В 1954 году власти уезда Худун переехали в посёлок Цзунъян, и поэтому в 1955 году уезд Худун был переименован в Цзунъян. В 1970 году Специальный район Аньцин был переименован в Округ Аньцин (安庆地区). В 1988 году округ Аньцин был преобразован в городской округ Аньцин.
В 2015 году решением Госсовета КНР уезд Цзунъян был передан из состава городского округа Аньцин в состав городского округа Тунлин/

## Административное деление
Уезд делится на 14 посёлков и 8 волостей.